# کالانوس

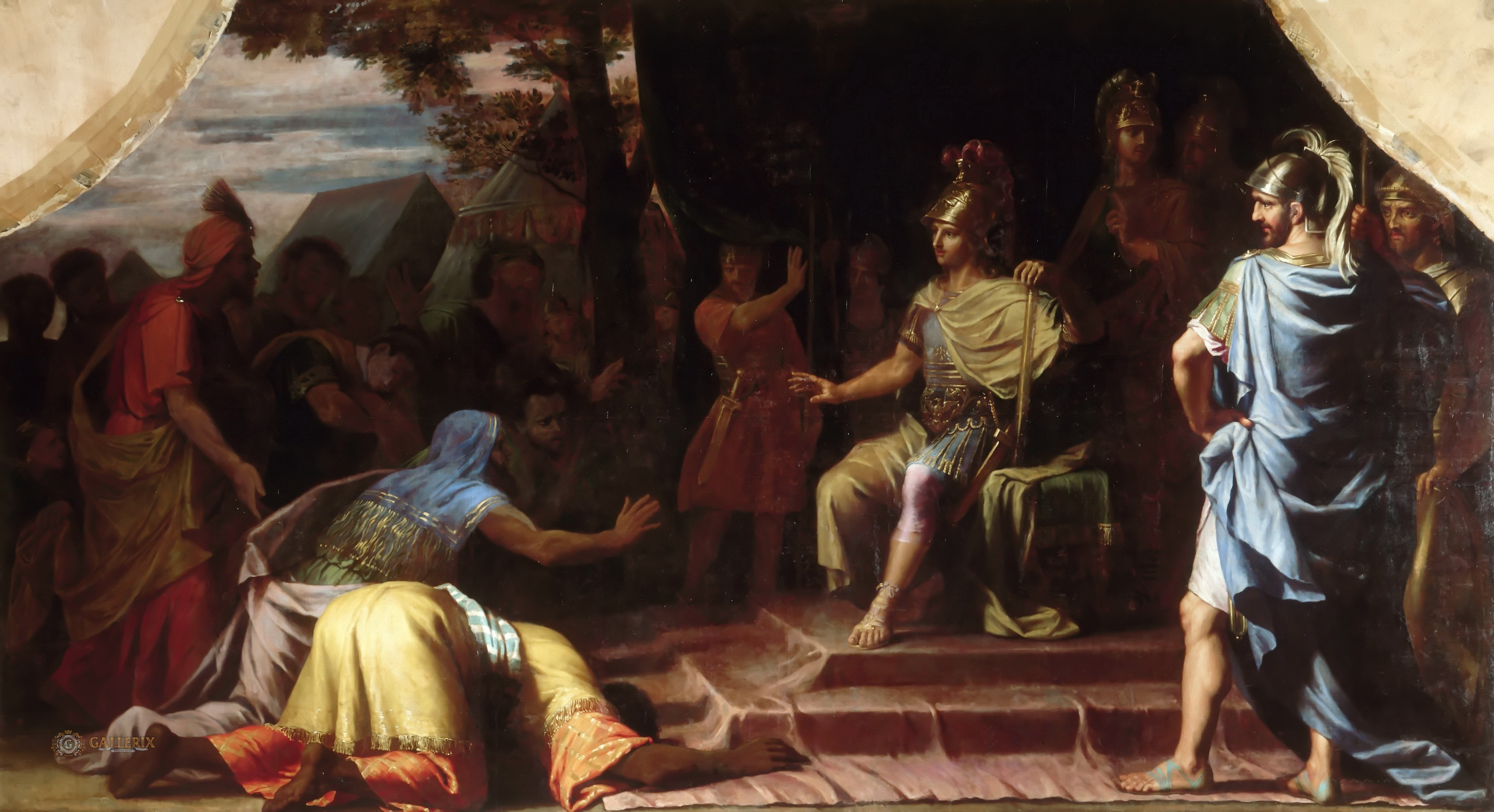
اسکندر مقدونی در حال دریافت اخبار مرگ خودسوزی زاهد نیمه عریان هندی، کالانوس - اثر ژان بتیست دو شامپانی- ۱۶۷۲

کالانوس (یونانی باستان: Καλανὸς) (در حدود ۳۹۸–۳۲۳ پیش از میلاد)؛ یک زاهد نیمه عریان در دوران هند باستان و فیلسوفی از تاکسیلا بود، به همراه اسکندر مقدونی به ایران آمد و بعد از اینکه رنجور و ناتوان شد، ترجیح داد که به جای عجز و ناتوانی به سوی مرگ برود و در برابر اسکندر و لشکریان او بر بالای تلی از آتش رفت و سوخت و مرد. دیودور سیسیلی او را کارانوس (یونانی باستان: Κάρανος) می‌نامید.
بنابر منابع یونانی، او هنگام سوختن بدنش هیچ صدا و حرکتی که ناشی از درد باشد، از خود بروز نداد. او قبل از مردن، با تعدادی از سربازان یونانی که شاگرد او بودند، خداحافظی کرد ولی با اسکندر خداحافظی نکرد. او به اسکندر گفت که او را در بابل ملاقات خواهد کرد و به طرز شگفت‌آوری، اسکندر در سال بعد در بابل درگذشت.

## دوران ابتدایی زندگی
کالانوس اهل تاکسیلا بود و زندگی زاهدانه ریاضت واری را گذراند.
برخی دانش پژوهان اظهار داشته‌اند که کالانوس یک برهمین بود. برخی از پژوهش‌های غربی قدیمی بر این اشاره دارد که کالانوس پیرو آیین جین بود ولی پژوهش‌های جدید، به خاطر اینکه زاهدان پیرو آیین جین به خاطر اعتقاد به آهیمسا از خودآزاری عمدی و استفاده از آتش برای این کار منع شده‌اند، این نظریه را رد می‌کنند. علاوه بر این، تاکسیلا و گندهارا مرکز هندوئیسم و بودیسم بود و به هیچ وجه، آیین جین در آنجا وجود نداشت.

## ملاقات با اسکندر
بر اساس نگاشته پلوتارک، هنگامی که کالانوس برای اولین بار به حضور اسکندر فراخوانده شد «بدون ملایمت از اسکندر خواست لباس‌های خود را درآورد و برهنه حرفهای او را بشنود، در غیر این صورت حتی اگر از طرف خود ژوپیتر هم آمده باشد، یک کلمه هم با او صحبت نخواهد کرد.» کالانوس هدایای اگرانبهایی را که از طرف اسکندر به او پیشکش شده بود رد کرد و گفت امیال انسانی با این چنین هدایایی قانع نمی‌شود. زاهدان نیمه عریان اعتقاد داشتند، حتی اگر اسکندر آنها را به قتل برساند «آنها از تن جسمانی کنونی که با گذر عمر به ورطه رنج و پریشانی افتاده‌است رها می‌شوند و به یک زندگی بهتر و کامل تری رهسپار می‌شوند.»
انی سیکریتوس نمایندهٔ اسکندر، با چند زاهد نیمه عریان به تبادل افکار پرداخت و نظر اسکندر، به دیدگاه آنها دربارهٔ فلسفه یونان جلب گردید، در حالی که آنها به‌طور کلی نگاه مساعدی به فلسفهٔ یونان داشتند اما آنها را به خاطر ترجیح دادن رسوم بر طبیعت و خودداری از دست برداشتن از پوشیدن لباس، مورد انتقاد قرار دادند.
اسکندر، کالانوس را متقاعد کرد تا پارس او را همراهی کند و به عنوان یکی از مربی‌های او در کنارش باشد. اسکندر حتی اشاره ای هم کرد او را به زور با خود به کشورش خواهد برد، که کالانوس حکیمانه جواب داد «برای ارائه (تفکرات) خود به یونانی‌ها، اگر مجبور به انجام کاری شوم که خواهان آن نیستم، چه سودی برای تو خواهم داشت؟» کالانوس به عنوان مربی در کنار اسکندر ماند و متجلی «درستکاری و آزادگی شرقی» بود.

## مرگ و پیشگویی
او هنگام مرگ، هفتاد و سه سال داشت. وقتی سفر طاقت فرسا و آب و هوای ایران او را عاجز و ناتوان کرده بود، به اسکندر اطلاع داد به جای اینکه به صورت علیل و ناتوان ز نده باشد، ترجیح می‌دهد بمیرد. او تصمیم گرفت با خودسوزی به زندگی خود پایان دهد. هرچند اسکندر سعی کرد او را از این کار بازدارد، ولی به خاطر پافشاری کالانوس، کار آماده‌سازی هیزم و برپایی آتش را بر عهده بطلمیوس گذاشت. هم چنین توسط نئارخوس و خاریسُ موتیلنه که از سرداران اسکندر بودند از کالانوس نام برده شده‌است. محلی که این خودسوزی در آنجا صورت گرفت، شهر شوش در سال ۳۲۳ قبل از میلاد بود. کالانوس هدایای ارزشمندی را که از پادشاه دریافت کرده بود بین مردم پخش کرد و تنها یک ریسه گل را برتن کرد و مبادرت به خواندن مکرر سرود مذهبی کرد. او اسب خود را به یکی از مریدان یونانی خود به نام لوسیماخوس اهداء کرد. افرادی که در حال تماشا بودند با بهت و حیرت دیدند که او هنگام سوختن هیچ حرکتی که دلالت بر درد باشد از خود بروز نداد. هرچند اسکندر در هنگام خودسوزی کالانوس حضور نداشت، سخن آخرین او با اسکندر عبارت «دوباره همدیگر رو در بابل ملاقات خواهیم کرد» بود. با در نظر گرفتن این واقعیت که در زمان مرگ کالانوس، اسکندر هیچ طرح و برنامه ای برای رفتن به بابل نداشت، گفته‌اند که سخن او همان پیشگویی مرگ اسندر در بابل بوده‌است.

## میراث
دست نوشته‌ای از کالانوس به اسکندر، توسط فیلو به جا مانده‌است.
یک نقاشی اثر ژان بتیست دو شامپانی که در حدود سال ۱۶۷۲ کشیده شده‌است، تصویری را نشان می‌دهد که «اسکندر مقدونی در حال دریافت اخبار مرگ خودسوزی کالانوس است» و در کاخ ورسای و تریانو، ورسای به نمایش گذاشته شده‌است.